# Солифенацин
Солифенацин — лекарственное средство, специфический конкурентный ингибитор мускариновых рецепторов.

## История
Соединение изучалось с использованием моделей животных японской компанией Yamanouchi Pharmaceutical Co., Ltd. Вещество имело название YM905 в начале 2000-х годов (во время исследований).
Солифенацин был одобрен для медицинского использования в Соединенных Штатах в 2004 году с ограничениями: для лечения мочевого пузыря вне периода обострения у взрослых 18 лет и старше.
В мае 2020 года Солифенацин был одобрен для медицинского использования в Соединенных Штатах с указанием для лечения неврогенного дислозга, формы дисфункции мочевого пузыря, связанного с неврологическими нарушениями, у детей от двух лет.

## Показания
Используется для лечения ургентного (императивного) недержания мочи, учащённого мочеиспускания и ургентных (императивных) позывов к мочеиспусканию у пациентов с синдромом гиперактивного мочевого пузыря.

## Способ применения
Выпускается в форме таблеток, покрытых оболочкой.

## Побочные эффекты
Общие побочные эффекты включают сухость во рту, запор и инфекцию мочевыводящих путей.
Тяжелые побочные эффекты могут включать удержание мочи, продление QT, галлюцинации, глаукому и анафилактический шок. Неизвестно, насколько безопасно использовать препарат при разных сроках беременности. 
Серьезные аллергические реакции, такие как ангиодиома и анафилаксии, были зарегистрированы у людей, обрабатываемых солифенацином сукцинатом.

## Легальный статус
Солифенацин был одобрен для медицинского применения в Соединенных Штатах в 2004 году.
В 2017 году Солифенацин был 283-м в числе наиболее часто выписываемых лекарств в Соединенных Штатах (суммарно более, чем миллион рецептов выписано).

## Стоимость
Исследование экономической эффективности 2006 года показало, что 5 мг Солифенацина имели самую низкую стоимость и наивысшую эффективность среди антихолинергических препаратов, используемых для лечения мочевого пузыря в США, со средней стоимостью для успешно излечившихся пациентов в размере 6863$ в год. К 2019 году, с внедрением дженериков, розничная стоимость снизилась до 20 долларов США.